# Dienerella siciliana
Dienerella siciliana là một loài bọ cánh cứng trong họ Latridiidae. Loài này được Vincent miêu tả khoa học năm 1991.